# Faversham
Faversham est une ville de marché et une paroisse civile du Kent, en Angleterre, situé à 30 minutes en train de Douvres.
Elle possède près de 500 bâtiments classés « historiques » datant du XIIIe siècle au XXe siècle. Elle détient la plus vieille fabrique de poudre à canon du monde et la plus ancienne brasserie d'Angleterre (1698). La place du marché est animée trois fois par semaine (mardi, vendredi et samedi). On y trouve des pubs traditionnels.

## Histoire
Le 14 juillet 1847 et le 2 avril 1916, Faversham a été le lieu d'explosions accidentelles qui ont fait date : 18 morts pour la première, et 172 pour la seconde.

## Armoiries

Les armoiries de Faversham : De gueules aux trois léopards partis d'or et d'argent, posés en pal.

Les armoiries de Faversham sont presque identiques à celles de l'Angleterre. Permission fut donnée à la ville par le roi Édouard Ier d'utiliser les armoiries royales comme armoiries municipales parce que les rois anglais y habitaient. Depuis 1619 officieusement et depuis 1990 officiellement, les portions arrière des léopards sont d'argent au lieu d'or.

## Personnalités liées à la ville
- Simon de Faversham (v. 1260 - 1306), philosophe scolastique, chancelier de l'université d'Oxford.

## Jumelages
Faversham est jumelée avec la ville française d'Hazebrouck.